# Érika (football)
Pour les articles homonymes, voir Erika.
Érika, de son nom complet Érika Cristiano dos Santos, née le 4 février 1988 à São Paulo, est une joueuse brésilienne de football évoluant au poste de défenseur. Internationale brésilienne (dix-sept sélections et neuf buts au 10 juillet 2011).

## Biographie

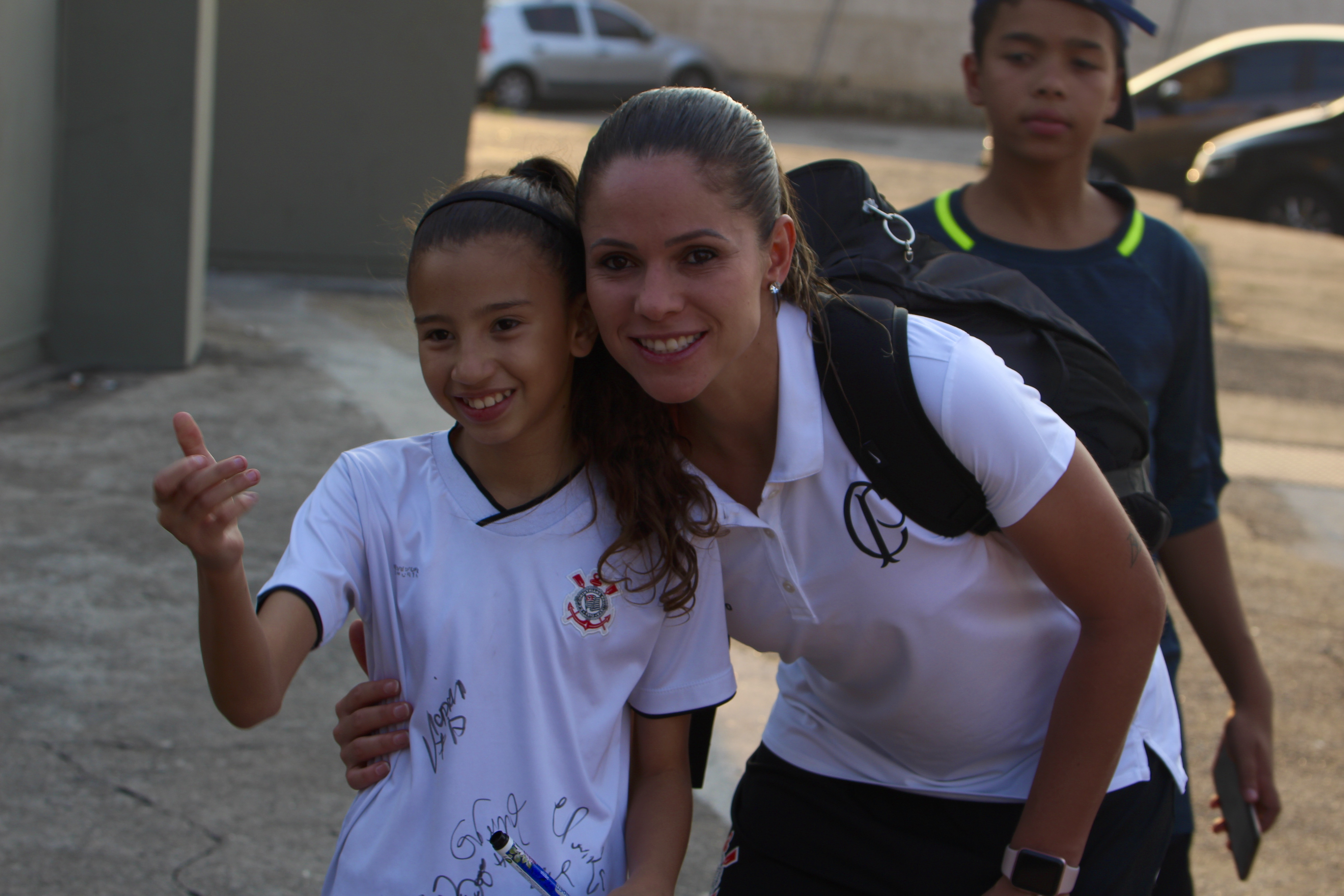
Erika - apres match au stade des Corinthians, Sao Paulo

Érika Cristiano dos Santos participe avec la sélection brésilienne des moins de 20 ans à la Coupe du monde de football féminin des moins de 20 ans en 2004, 2006 et 2008, avec comme résultats respectifs une quatrième place, une troisième place et un quart de finale. 
Elle est présente avec l'équipe du Brésil première cette fois-ci aux Jeux olympiques de 2008, jouant notamment la finale perdue face aux États-Unis.
Érika participe à la Coupe du monde de football féminin 2011, inscrivant un but lors du dernier match de groupe contre la Guinée équatoriale
Elle joue notamment à Santos. Sa carrière est contrariée par des blessures. 
Elle signe un contrat de deux ans avec le PSG le 19 août 2015.

## Statistiques
| Saison                | Club                  | Championnat           | Championnat | Championnat | Coupe(s) nationale(s) | Coupe(s) nationale(s) | Compétition(s) continentale(s) | Compétition(s) continentale(s) | Compétition(s) continentale(s) | Total | Total |
| Saison                | Club                  | Division              | M.          | B.          | M.                    | B.                    | Comp.                          | M.                             | B.                             | M.    | B.    |
| 2014                  | Centro Olímpico (en)  | Série A1              | 11          | 1           |                       |                       | -                              | -                              | -                              | 11    | 1     |
| Sous-total            | Sous-total            | Sous-total            | 11          | 1           |                       |                       | -                              | -                              | -                              | 11    | 1     |
| 2015-2016             | Paris Saint-Germain   | Division 1            | 21          | 4           | 5                     | 1                     | WCL                            | 8                              | 0                              | 34    | 5     |
| 2016-2017             | Paris Saint-Germain   | Division 1            | 8           | 3           | 0                     | 0                     | WCL                            | 4                              | 0                              | 12    | 3     |
| 2017-2018             | Paris Saint-Germain   | Division 1            | 16          | 1           | 5                     | 0                     | -                              | -                              | -                              | 21    | 1     |
| Sous-total            | Sous-total            | Sous-total            | 45          | 8           | 10                    | 1                     | -                              | 12                             | 0                              | 67    | 9     |
| 2018                  | Corinthians           | Série A1              | 3           | 0           |                       |                       | -                              | -                              | -                              | 3     | 0     |
| 2019                  | Corinthians           | Série A1              | 13          | 2           |                       |                       | -                              | -                              | -                              | 13    | 2     |
| 2020                  | Corinthians           | Série A1              | 3           | 1           |                       |                       | -                              | -                              | -                              | 3     | 1     |
| Sous-total            | Sous-total            | Sous-total            | 19          | 3           |                       |                       | -                              | -                              | -                              | 19    | 3     |
| Total sur la carrière | Total sur la carrière | Total sur la carrière | 75          | 12          | 10                    | 1                     | -                              | 12                             | 0                              | 97    | 13    |